# Dendronephthya pellucida
Dendronephthya pellucida is een zachte koraalsoort uit de familie Nephtheidae. De koraalsoort komt uit het geslacht Dendronephthya. Dendronephthya pellucida werd in 1909 voor het eerst wetenschappelijk beschreven door Henderson. 